# Rodolfo González Pacheco
Rodolfo González Pacheco (* 9. August 1882 in Tandil, Provinz Buenos Aires; † 5. Juli 1949 in Buenos Aires) war ein argentinischer Anarchist, Journalist und Schriftsteller.

## Leben
Bereits als Jugendlicher war González Pacheco politisch interessiert und engagiert. Schon früh begann er sich für die Ideen und Theorien Bakunis und Kropotkins zu interessieren. Aber die Carbonari-Bewegung, Errico Malatesta und Pietro Gori fand sein Interesse.
Er war in der anarchistischen Bewegung aktiv und arbeitete auch in den Redaktionen verschiedener politischer Zeitungen bzw. Zeitschriften wie „La Protesta“, „Tribuna Proletaria“ u. a. Später fungierte er auch öfters als verantwortlicher Herausgeber dieser Zeitschriften.
Da diese Zeitungen und Zeitschriften oftmals durch die Zensur verboten wurden, kam auch González Pacheco öfter in Haft. Als Ende 1935 eine weitere Verhaftung drohte, floh er ins Exil nach Spanien. Im darauffolgenden Jahr schloss er sich den Republikanern an und kämpfte im spanischen Bürgerkrieg.
Im Sommer 1939 kehrte González Pacheco nach Buenos Aires zurück und ließ sich als freier Schriftsteller nieder. Fünf Wochen vor seinem 67. Geburtstag starb González Pacheco am 5. Juli 1949 und fand dort auch seine letzte Ruhestätte.

## Werke (Auswahl)
Einzelausgaben
- Contramano.
- Cuando aquí había reyes. 1947.
- El grillo. 1929.
- Hermano Lobo.
- Hijos del pueblo.
- La inundación.
- Magdalena.
- Natividad.
- El sembrador.
- Las víboras. 1916.

Werkausgaben
- Carteles. Buenos Aires 1956 (2 Bde., Slg. seiner journalistischen Arbeiten).
- Teatro completo. Buenos Aires 1953 (2 Bde.).